# بوب فرنسيس
بوب فرنسيس (بالإنجليزية: Bob Holman)‏ هو مؤلف وكاتب وشاعر أمريكي، ولد في 10 مارس 1948 في لافوليت في الولايات المتحدة.

## وصلات خارجية
- الموقع الرسمي